# Hyrtakina

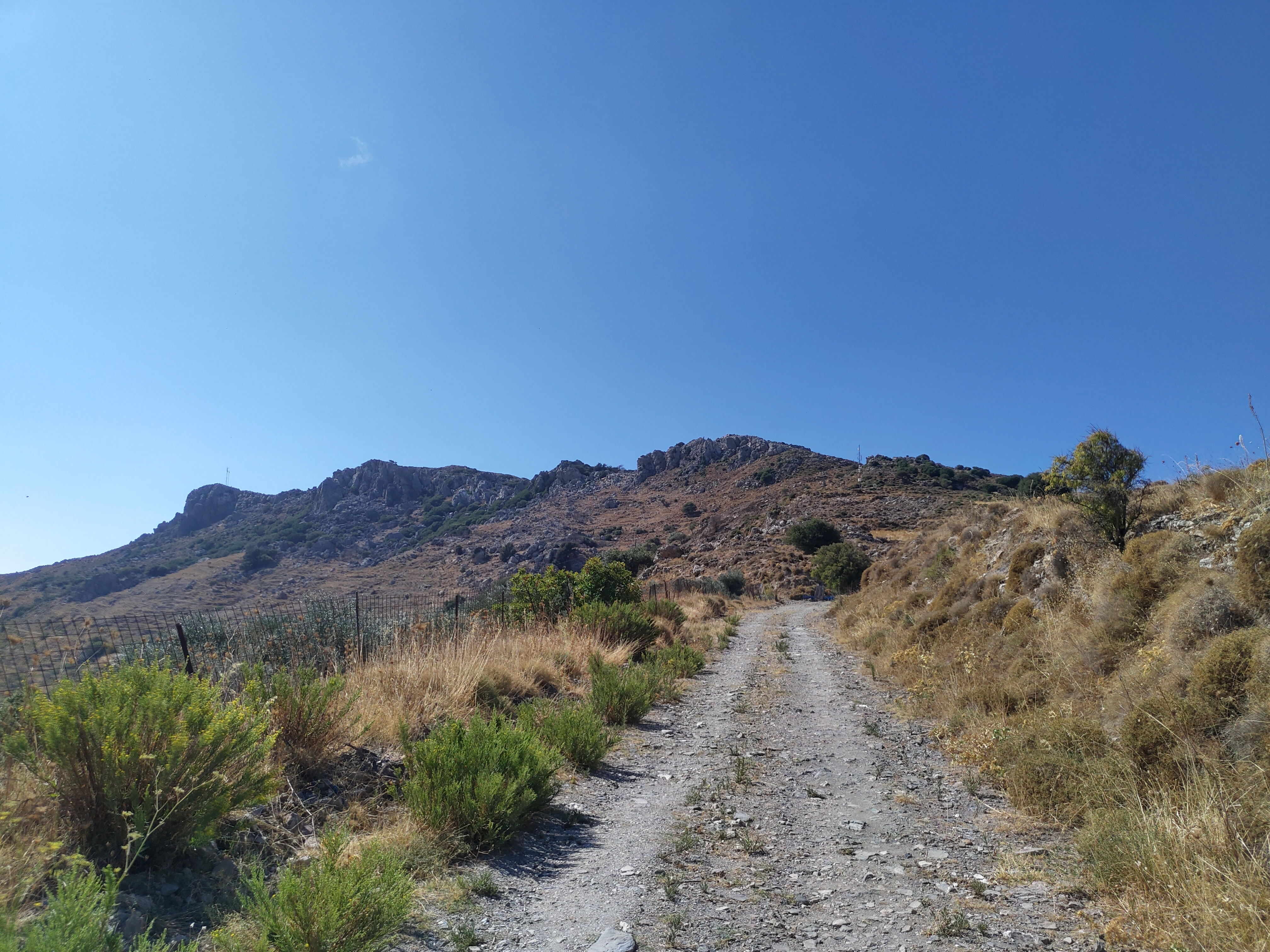
Blick von Nordosten auf den Kastri-Hügel

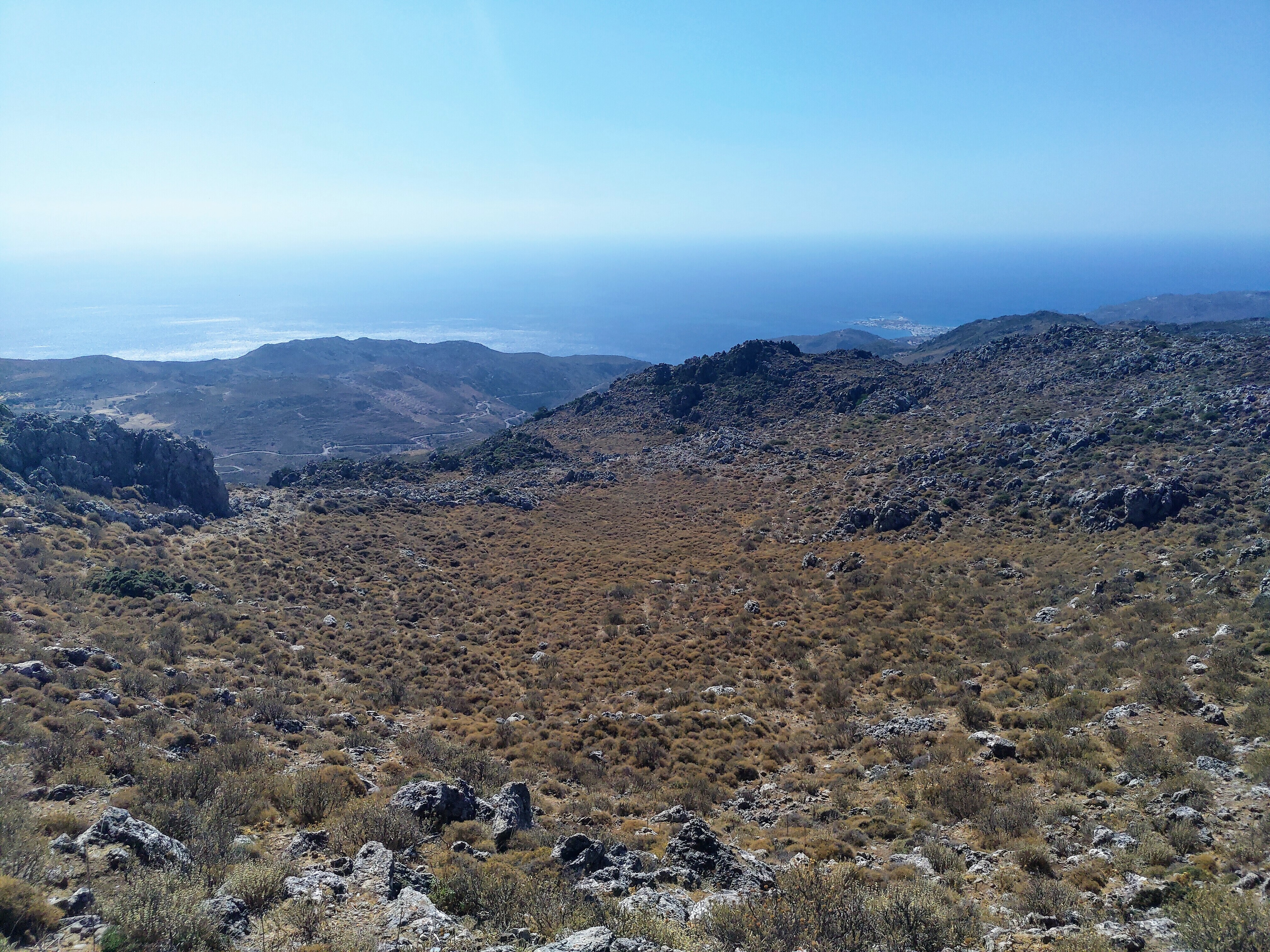
Blick von Hyrtakina nach Süden

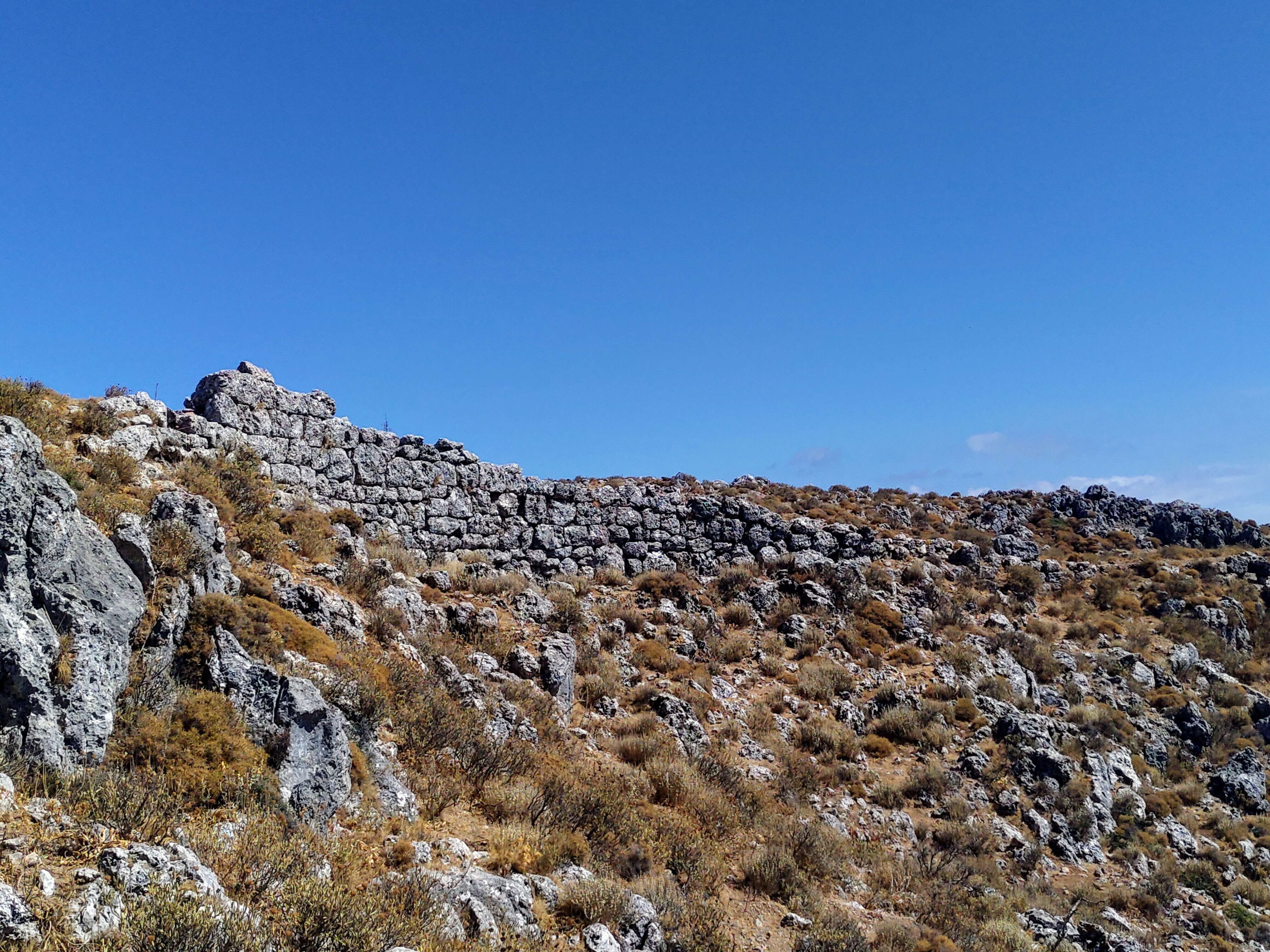
Mauer oberhalb des Taleinschnitts

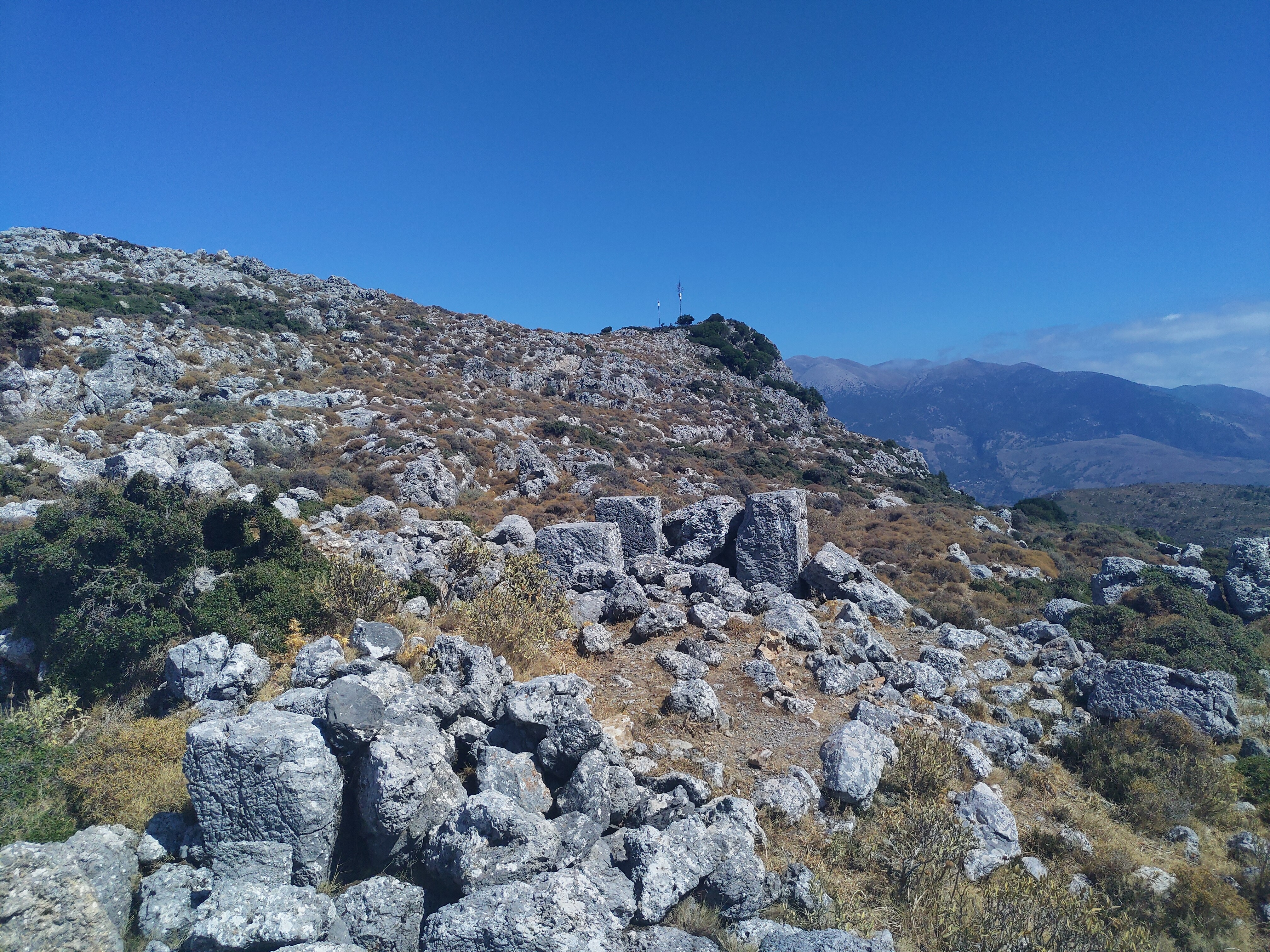
Gebäudereste beim Südtor. Im Hintergrund sieht man den Felsvorsprung von Agios Iannis.

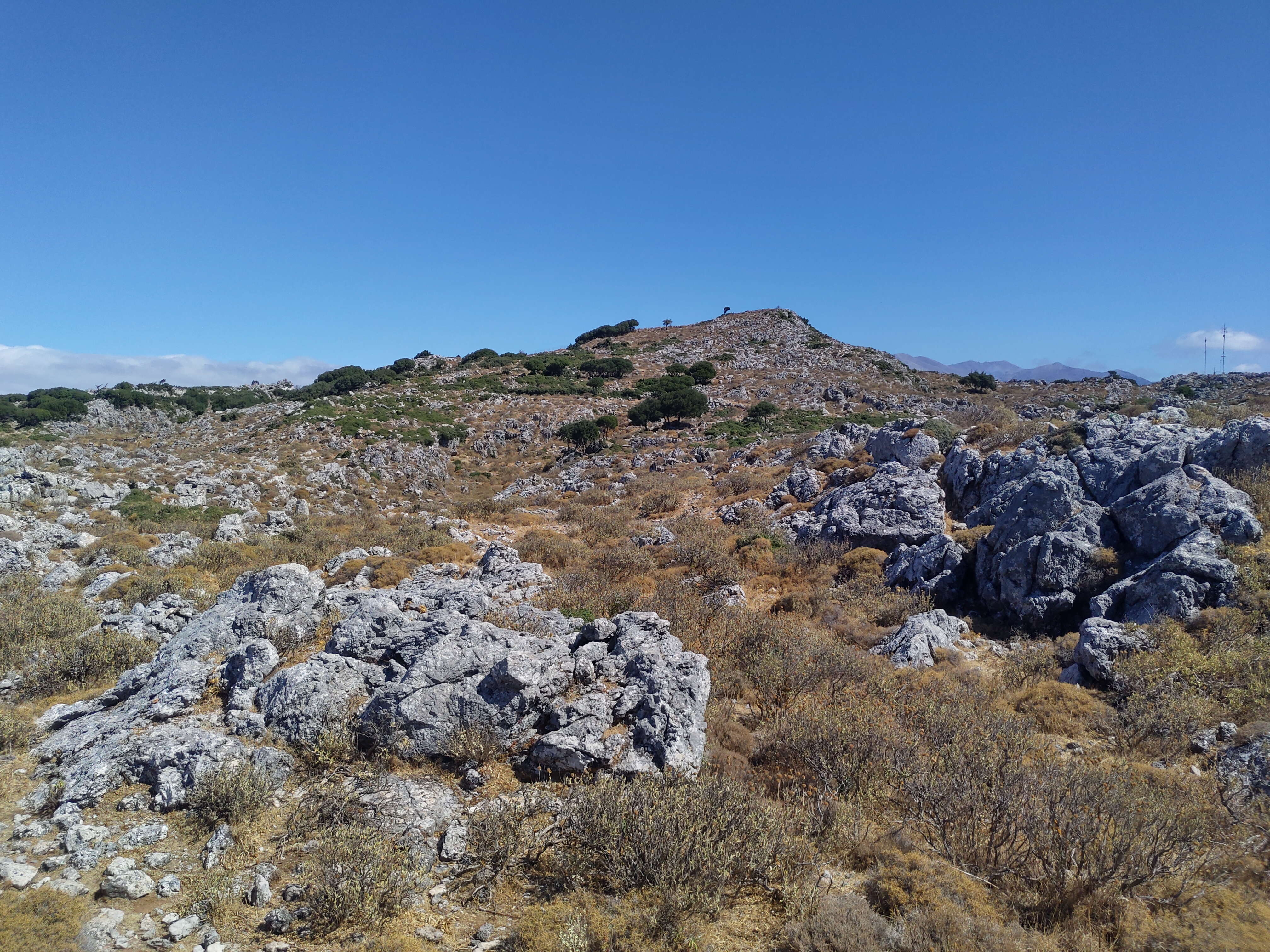
Blick von Süden auf die Akropolis

Hyrtakina (altgriechisch Ὑρτακίνα), Hyrtakinos (altgriechisch Ὑρτακῖνος), Hyrtakos (altgriechisch Ὑρτακὸς) oder Artakina (altgriechisch Ἀρτάκινα) war eine antike Stadt im Südwesten Kretas. Sie lag auf dem bis zu 914 m hohen Kastri (griechisch Καστρί = Burgberg) südlich des Ortes Temenia und nördlich von Platanes, von wo aus man die Südküste Kretas überschauen konnte.

## Geschichte
Nach Claudius Ptolemäus lag der Ort im Landesinnern südwestlich von Lappa, östlich von Polyrrhenia. Laut Pseudo-Skylax lag Hyrtakina südlich des Diktynnaion der Diktynna, das im Bereich der Stadt Pergamos lag.
Seit dem Ende des 8. Jahrhunderts v. Chr. kamen viele Einwanderer nach Kreta und besiedelten die alten Städte oder gründeten neue. Es waren unruhigen Zeiten und so entstanden viele Städte auf Hochplateaus etwas abseits der Küste, wie Hyrtakina, das von dorischen Siedlern auf dem Kastri gegründet wurde. Die Küstenstadt Lisos gilt als Hafenstadt Hyrtakinas. Im 4. Jahrhundert v. Chr. war die Stadt selbstständig und prägte eigene Münzen mit der Münzlegende ΥΡΤΑΚΙΝΙΩΝ oder in der Schreibrichtung von rechts nach links ΥΡΤΑ. Sie zeigten einen Ziegenkopf und auf der Rückseite eine Biene. Um etwa 300 v. Chr. prägte Hyrtakina zusammen mit der Nachbarstadt Elyros eine Goldmünze vom Gewicht eines Obolus. Auf beiden Seiten waren jeweils eine Taube abgebildet und zum Teil auch die Anfangsbuchstaben der beiden Städte eingeprägt.
Ab etwa 300 v. Chr. war Hyrtakina Mitglied eines Bündnisses mit den Nachbarstädten Tarrha, Poikilasion, Elyros, Lisos und Syia. Das Bündnis, das sich „Oreioi“ (altgriechisch Ὄρειοι = Bergbewohner) nannte, prägte gemeinsam Münzen mit der Münzlegende „ΟΡ“. Zwischen 279 und 274 v. Chr. unterzeichnete man ein Bündnis mit Magas, dem König von Kyrene. Als Magas auch ein Bündnis mit Gortyn einging, schlossen auch die Oreioi mit diesem ein Bündnis. 221/220 v. Chr. standen die Oreioi in einer Koalition mit Knossos und Gortyn, als es jedoch zu Spannungen mit Lyktos kam, wechselte man die Seite und kämpfte im Lyktischen Krieg (221–219 v. Chr.) an der Seite Lyktos gegen Knossos. Das Bündnis wurde um 200 v. Chr. aufgelöst. 183 v. Chr. war Hyrtakina eine der 31 kretischen Städte, die mit Eumenes II. von Pergamon ein Bündnis schloss. Beim Theater von Teos fand man eine Inschrift, die nach 170 v. Chr. entstand und von der Erneuerung des Bündnisvertrags zwischen Teos und Hyrtakina berichtete. In dieser Inschrift wird auch ein Delphinion in Hyrtakina erwähnt, bei dem es sich vermutlich um das Prytaneion handelte. Wahrscheinlich wurde Hyrtakina von dem römischen Konsul Quintus Caecilius Metellus während seiner Eroberung Kretas zwischen 69 und 67 v. Chr. zerstört.

## Erforschung
Bereits 1833 besuchte Robert Pashley die Mauerreste auf dem Kastri und erkannte darin die antike Stadt Hyrtakina. 1853–1855 bereiste Conrad Bursian Griechenland und berichtete von Mauern, Gräbern und Tonscherben beim antiken Hyrtakina. Leon Thenon bestieg 1857 den Kastri-Hügel. Er vermutete, dass hier einst eine achaiische Stadt mit unbekanntem Namen lag und bezweifelte die Identifizierung als Hyrtakina. Luigi Savignoni und Gaetano De Sanctis, die Kreta zwischen 1896 und 1899 besuchten, untersuchten die Ruinen und verfassten eine umfangreiche Beschreibung. 1935 beging John Pendlebury die Stätte und sammelte dort orientalisierende und archaische Keramikscherben. Im Südosten fand er Keramik und Terrakotten aus der klassischen Zeit. 1938 gruben Einwohner Temenias auf dem Kastri eine Grube, um darin ein Lamm zu garen. Hierbei entdeckten sie eine kopflose Pan-Statue. Um auch den Kopf zu finden, gruben sie weiter. Hierbei zerstörten sie ein Panrelief, eine Inschrift und einen Grabstein. Außerdem wurden auch Teile der Grundmauern des Panheiligtums gestört. Im März 1939 begann der griechische Archäologe Vasilios D. Theophanidis mit Ausgrabungen an dieser Stelle und entdeckte auf der Akropolis von Hyrtakina schließlich das Panheiligtum.

## Beschreibung
Die Ausgrabungsstätte liegt etwa 1,2 km südlich von Temenos. Der Zugang erfolgt über einen Weg, der an der Straße von Temenos nach Prodromi etwa 500 m nach Verlassen des Ortes nach rechts abzweigt. Der 2 km lange Anstieg führt an der byzantinischen Kirche Sotiras Christou aus dem 13. Jahrhundert vorbei zu dem etwa 150 m höher gelegenen Plateau. Die Stadt hatte eine Ausdehnung von Norden nach Süden von etwa 490 m, von Westen nach Osten von etwa 375 m und eine Fläche von etwa 18 ha. Das Hochplateau, auf dem Hyrtakina errichtet wurde, fällt von Osten von etwa 900 m bis zur Stadtmauer im Westen auf etwa 860 m ab. Da die felsige Ostseite steil abfällt, blieb diese unbefestigt. Auch die Nord- und Südseite sind größtenteils schwer zugänglich und waren vermutlich nur teilweise bewehrt.

### Westmauer
Die Westmauer hat eine Länge von etwa 500 m und verläuft über eine Länge von 380 m von Norden nach Süden. Da sie so errichtet wurde, dass sie möglichst immer auf dem gleichen Niveau verläuft, weicht sie von einem geraden Verlauf ab. Im südlichen Teil wurde sie östlich im Bogen um einen Taleinschnitt geführt. An dieser Stelle ist die Mauer bis zu 4 m hoch erhalten. Die Mauer wurde in polygonalem Stil in spätklassicher oder hellenistischer Zeit errichtet. Sie hat eine mittlere Dicke von 1,80 m und wurde aus grob behauenen Steinen errichtet, wobei in Hohlräume zwischen den Steinen kleine Steine gesteckt wurden. Etwa 150 m südlich der Nordwestecke fand man die Grundmauern einer halbrunden Bastion mit einem Nebeneingang, die etwa 4 m hervorragte.

### Südtor
Von der Südwestecke, die sich östlich des Taleinschnitts befand, führte die Mauer nach Osten und erreichte nach etwa 70 m das Südtor. Von Osten führte eine Rampe zwischen Felsen vom tiefergelegenen Gelände zu dem Platz vor dem Tor. Etwa 20 m westlich des Tores sahen Luigi Savignoni und Gaetano De Sanctis außerhalb der Umfassungsmauer die Grundmauern eines rechteckigen Gebäudes, das sie für einen Tempel hielten. Das Südtor hatte eine Weite von 3,10 m. Von hier verlief ein Weg im rechten Winkel zur Umfassungsmauer innerhalb der Stadt den Hang hinauf und bog nach etwa 40 m unterhalb einer Stützmauer nach rechts.
Links des ansteigenden Weges stand ein rechteckiges Gebäude, das in mehrere Räume eingeteilt war. Noch mehrere steinerne Türpfosten des Gebäudes stehen aufrecht an ihrer ursprünglichen Position. Folgt man dem Weg weiter nach Osten, so erreicht man ein weiteres rechteckiges Gebäude, in dem Savignoni und De Sanctis einen monolithischen Türpfosten von 2 m Höhe, 0,65 m Breite und 0,57 m Dicke sahen. Daneben lag ein 2,16 m langer, 0,65 m breiter, 0,38 m dicker Architrav.

### Großer Palast
Innerhalb der Stadtmauer sind sehr viele Grundmauern ehemaliger Gebäude erhalten. Bei der halbrunden Bastion befinden sich die Grundmauern eines 37,50 × 20,50 m großen Gebäudes. Die Außenwände hatten eine Dicke von etwa 1,10 m und waren wie die Stadtmauer im polygonalen Stil ausgeführt, die Außenflächen waren jedoch sorgfältiger geglättet. Savignoni vermutete den Eingang des Gebäudes in der Nähe der Nordwestecke. Aufgrund der besseren Bauweise glaubte er, dass es sich bei diesem Bau um den Palast des Herrschers von Hyrtakina händeln könnte. Etwa 7 m südlich der Südostecke befindet sich der Brunnenschacht zu einer Zisterne.

### Akropolis
Etwa 200 m östlich des Palastes auf dem höchsten Punkt lag die Akropolis von Hyrtakina. Hier fand Savignoni die Ruinen eines rechteckigen Gebäudes mit einem halbkreisförmigen Anbau, möglicherweise ein Turm, im Norden. Er vermutete, dass es sich um einen Teil der Befestigung der Oberstadt handeln könnte. Östlich der Akropolis lag auf einem felsigen Plateau das Freilicht-Heiligtum des Pan. Es war von Felsklippen von maximal 10,50 m Höhe umgeben. Das Heiligtum hatte eine Länge von 22,70 m und eine Breite von 6 m. Der Eingang zum Heiligtum befand sich im Norden. Die hier aufgefundene Panstatue stand einst in einer Felsnische und davor befand sich ein Altar.
Auf demselben Plateau fanden einheimische Bauern zahlreiche Terrakotten und nannten den Ort deshalb auch Kamini (griechisch Καμίνι = Brennofen). Savignoni und De Sanctis kauften zahlreiche Figuren, Fragmente von Figuren und Gefäßscherben an. Sie identifizierten sie als Figuren der Demeter und der Persephone, außerdem den Kopf einer Hades-Figur, einen Ochsen- und einen Schweinskopf und ein Bruchstück eines Schweins. Sie datierten die Funde ins 5. und 4. Jahrhundert v. Chr. und später. Anhand der Funde vermuteten sie, dass hier auch ein Heiligtum der Demeter und Kore befand.

### Gräber
Etwa 200 m südöstlich der Akropolis liegt der Felsvorsprungs von Agios Iannis, auf dem zwei Sendemasten stehen. Unterhalb von Agios Iannis wurden Kammergräber in den Fels geschlagen. Weitere Kammergräber gibt es an den Hängen südlich und nördlich der Stadt. Hier fand man auch einfache Grabgruben.